# 경기교통공사
경기교통공사(京畿交通公社)는 경기도의 대중교통 체계를 관리하고 정책을 총괄하는 경기도청 산하의 지방 공기업이다. 도 단위 광역자치단체의 교통 공기업으로서는 대한민국 최초이다. 본사는 경기도 양주시 옥정동에 있다.

## 주요 업무
- 경기도 광역버스(경기도 공공버스, 대광위 광역버스) 운영 관리
- 경기도 청소년 교통비 지원
- 경기버스라운지 조성 및 운영
- 똑타(MaaS) 플랫폼 및 똑버스(DRT) 운영
- 경기도 지능형 교통체계(ITS) 고도화 사업(2단계) 관리

## 역사
이재명 민선 7기 경기도지사는 경기교통공사를 설립하여 도내 버스, 택시, 지하철, 철도의 관리를 통합적으로 맡기고, 대중교통 수송분담률을 높이겠다고 공약하였다. 경기도는 2019년에 경기교통공사 설립을 위한 용역을 실시하였으며, 2020년 초에 해당 용역이 행정안전부의 지방공기업평가원 심의를 통과하였다. 2020년 9월에는 사옥을 경기도 양주시에 둘 것이 확정되었다.

### 연혁
- 2020년 12월 7일: 사업자등록 완료[5]
- 2021년 5월 12일: 공사 출범식 개최[6]
- 2021년 12월 27일: 경기도 교통약자 광역이동지원센터 개소[7]
- 2023년 2월 7일: 경기도 통합교통플랫폼 '똑타' 앱 런칭[8]